# Itapirapuã
Itapirapuã est une municipalité brésilienne de l'État de Goiás et la microrégion du Rio Vermelho.